# Medhavi (Venuskrater)
Medhavi ist ein Einschlagkrater auf der südlichen Halbkugel des Planeten Venus. Er befindet sich im Scarpellini Quadrangle, der Teil der Lavinia Planitia ist. Der Krater befindet sich westlich der Juksakka Corona und südlich des Kraters Munter.

## Beschreibung
Medhavi hat einen mittleren Durchmesser von 30,4 Kilometer. Im südlichen Kraterwall befindet sich der Krater Michelle. Furchen sind auf dem Kraterboden keine zu sehen, der Krater liegt aber den Furchen der umgebenden Landschaft auf. Um den Krater herum befindet sich ein deutlicher dunkler Halo in einer nichtparabolischen Form. Die meisten Krater auf der Venus sind von hellen Ejekta umgeben. Bei Medhavi sind diese, auf dem Halo aufliegend, deutlich zu sehen. In Richtung Westen erstreckt sich das Auswurfsmaterial in die Tiefebene. Der Krater weist einen Zentralberg auf.

## Benennung
Der Krater wurde nach der indischen Sozialreformerin und Aktivistin Ramabai Dongre Medhavi (1858–1922) benannt. Krater mit mehr als 20 Kilometer Durchmesser auf der Venus werden nach verstorbenen Frauen benannt, die außergewöhnliches in ihrem Gebiet geleistet haben. Es gibt noch zwei weitere Venuskrater, die nach indischen Frauen benannt wurden. Die Benennungen erfolgten alle 1994. Joshee wurde nach der Ärztin Anandi Gopal Joshi (1865–1887) benannt und Jhirad nach der Ärztin Jerusha Jhirad (1891–1984).